# New York City Department of Design and Construction
Pour les articles homonymes, voir DDC.

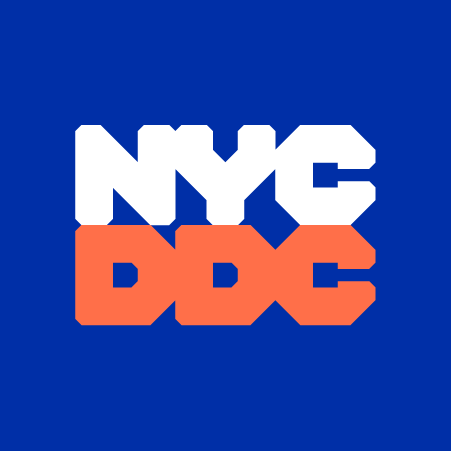
Logo du New York City Department of Design and Construction

Le New York City Department of Design and Construction (DDC) est le département du gouvernement de New York s'occupant du développement des structures administratives ou appartenant à la ville, rénovant ou construisant entre autres des casernes de pompiers, des bibliothèques, ou des commissariats, etc.. Le département a son siège au 30-30 Avenue Thomson, Long Island City et est dirigé par Feniosky Peña-Mora,. 